# Karwendelbahn (Seilbahn)
| Karwendel-Seilbahn Mittenwald | Karwendel-Seilbahn Mittenwald                                                                          |
| ----------------------------- | --- |
| Standort:                     | Mittenwald, DE-BY                                                                                      |
| Bauart:                       | Kabinenpendelbahn 35-PB (25-PB)                                                                        |
| Baujahr:                      | 1967 (1992 modernisiert)                                                                               |
| Berg:                         | Westliche Karwendelspitze, 2385 m                                                                      |
| Talstation:                   | Mittenwald, 933 m (Lage)                                                                               |
| Höhendifferenz:               | 1311 m                                                                                                 |
| Bergstation:                  | Karwendelgrube, 2244 m (Lage)                                                                          |
| Streckenlänge:                | 2486 m                                                                                                 |
| Fahrdauer:                    | 7 bis 10 min                                                                                           |
| Anzahl der Gondeln:           | 2 (je 25 Personen max.) Stk.                                                                           |
| Anzahl der Stützen:           | 2 Stk.                                                                                                 |
| Kapazität:                    | 350 Pers./Stunde                                                                                       |
| Hersteller:                   | Seilbahn: Pohlig - Heckel - Bleichert (PHB) Elektrotechnik: STG Elektrotechnik Kröß Kabinen: Carvatech |
| Betreiber:                    | Karwendelbahn AG                                                                                       |
| Website:                      | www.karwendelbahn.de                                                                                   |
| Neigung:                      | Mittlere Neigung 63 % Größte Neigung 92 %                                                              |
| Seildurchmesser:              | Tragseil 48 mm Zugseil 23 mm                                                                           |
| Stationen:                    | Antrieb in Talstation Spanngewicht 44 t in Talstation                                                  |
| Antriebsleistung (Betrieb):   | 2 Gleichstrom-Thyristorantriebe 210 kW unabhängig zuschaltbar sowie Notstromdiesel                     |
| Förderleistung:               | bis 350 Personen je Stunde                                                                             |
| Fahrgeschwindigkeit:          | max. 10,0 m/s                                                                                          |
| Bauzeit:                      | 18 Monate                                                                                              |

Die Karwendelbahn ist eine Luftseilbahn von Mittenwald zur Karwendelgrube an der Westlichen Karwendelspitze, einem Gipfel in der Nördlichen Karwendelkette im Karwendel.

## Beschreibung
Die Pendelbahn fährt von der am östlichen Ortsrand von Mittenwald auf 933 m ü. NN gelegenen Talstation über eine schräge Länge von 2490 m zu der 2244 m ü. NN hoch gelegenen Bergstation und überwindet dabei einen Höhenunterschied von 1311 m. Sie hat zwei Seilbahnstützen von 36 bzw. 20 Meter Höhe, die sich bei der Mittenwalder Hütte und in der Wanne befinden. 
(1. Stütze: Lage Höhe: 20 m; 2. Stütze: Lage Höhe: 26 m)
Ihre beiden Kabinen für je 25 Personen fahren mit einer Geschwindigkeit von maximal 10 m/s (36 km/h) und benötigen etwa sieben Minuten für eine Fahrt. Die Förderleistung beträgt 350 Personen pro Stunde. Die Bahn hat auf jeder Fahrspur ein Tragseil mit 48 mm Durchmesser sowie ein Zugseil mit 23 mm und ein Hilfsseil, an dem im Notfall die beiden Bergewagen zu den Kabinen fahren können.
Die Seilbahn wird von der Karwendelbahn Aktiengesellschaft betrieben.

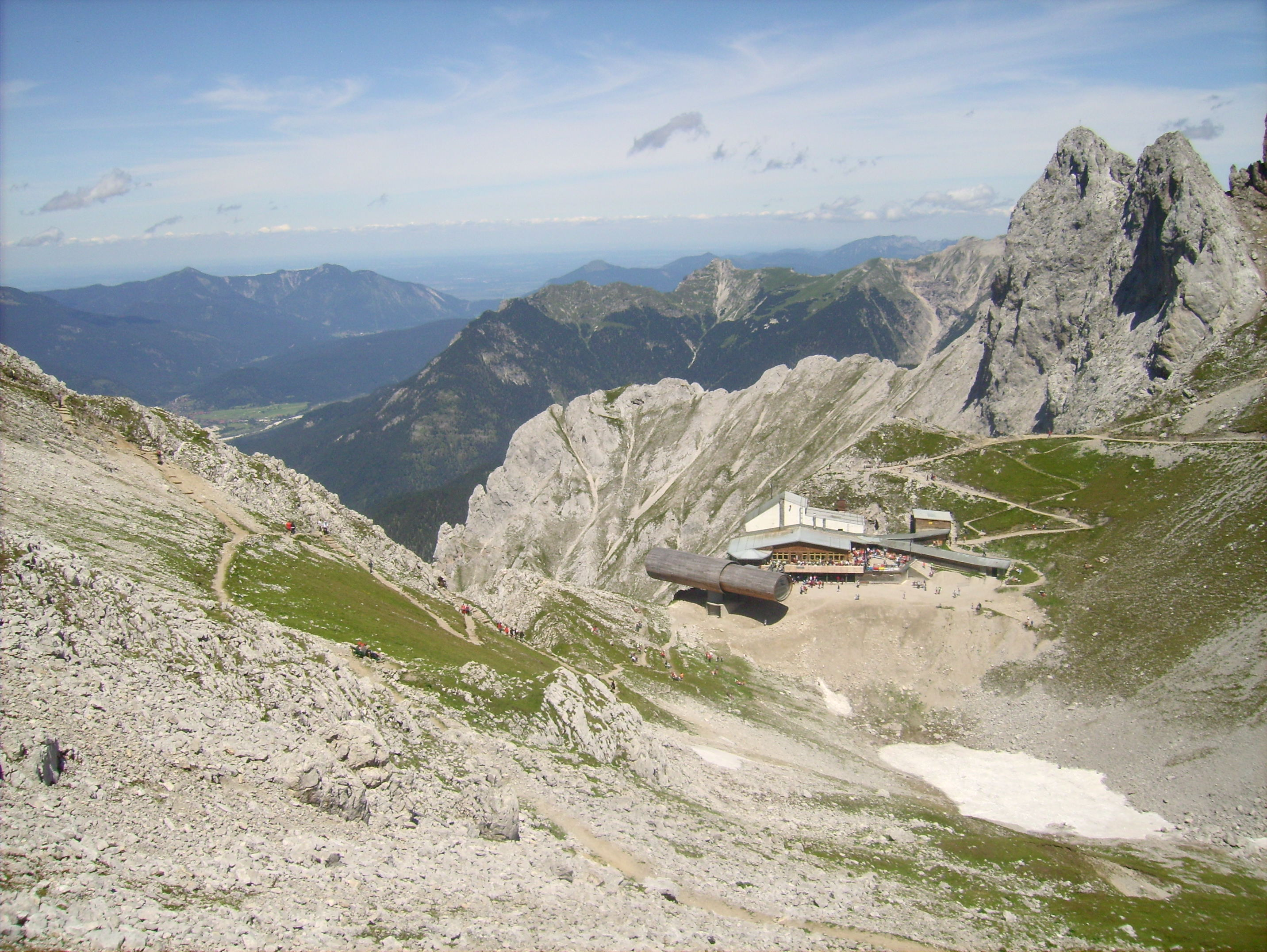
Blick auf die Bergstation der Karwendelbahn

## Geschichte
Mit dem Bau der Karwendelbahn wurde 1954 begonnen. In diesem Jahr wurde eine Transportseilbahn eingerichtet und die Talstation im Rohbau erstellt. Aus Geldmangel konnten die Arbeiten im nächsten Frühjahr jedoch nicht wieder aufgenommen werden und ruhten mehrere Jahre lang. Kurz vor der Fertigstellung der von Pohlig - Heckel - Bleichert (PHB) gebauten Bahn beschädigte im Oktober 1966 eine unsachgemäße Sprengung im Bereich der Bergstation sämtliche Seile. Während ein Tragseil, das Zugseil und das Hilfsseil repariert werden konnten, musste das andere Tragseil ausgetauscht werden. Die Karwendelbahn konnte daher erst am 7. Juni 1967 eröffnet werden. Sie wurde 1992 modernisiert. Da zwischen der Bergstation und dem Anfang des Dammkars ein im Winter in Skikleidung kaum begehbarer Felssteig liegt, wurde dieser Weg durch einen Tunnel erleichtert.
Am 19. Oktober 2008 wurde der Betrieb der Bahn aufgrund einer technischen Störung eingestellt. Nach Augenzeugenberichten wurden die Fahrgäste, die das Karwendelmassiv mit der Seilbahn verlassen wollten, mit Bundeswehrhubschraubern evakuiert.
Im Jahr 2011 erhielt die Bahn zwei neue Gondeln. Diese können allerdings nur noch jeweils 25 Personen pro Fahrt befördern, anstatt 33 Personen in den alten Gondeln. Die Investition soll zur Komfortverbesserung beitragen. Die neuen Gondeln wurden von der österreichischen Firma Carvatech geliefert.
Weitere Ausbau- und Umbaupläne des Betreibers sind Gegenstand von Gerichtsverhandlungen.

## Tourismus und Naturschutz
Neben der Bergstation wurde am 30. Juli 2008 ein von der Karwendelbahn gebautes Naturinformationszentrum Bergwelt Karwendel eingeweiht, das wegen seiner runden Form oft Fernrohr genannt wird.
Die Bergstation ist Ausgangspunkt für Touren über den Mittenwalder Höhenweg und durch das Dammkar.
Die neben der Bergstation gelegene Karwendelgrube steht unter besonderem Naturschutz, da sie ein Rückzugsgebiet für die seltenen Schneehühner darstellt. Aus diesem Grund wurden bisher auch alle Bestrebungen abgelehnt, direkt an der Bergstation einen Skilift zu errichten.